# Yangkang (sockenhuvudort i Kina, Qinghai Sheng, lat 37,68, long 98,75)
Yangkang (kinesiska: 阳康, 阳康乡) är en sockenhuvudort i Kina. Den ligger i provinsen Qinghai, i den nordvästra delen av landet, omkring 290 kilometer nordväst om provinshuvudstaden Xining. Antalet invånare är 1 105. Befolkningen består av 535 kvinnor och 570 män. Barn under 15 år utgör 21,0 %, vuxna 15-64 år 72 %, och äldre över 65 år 6,0 %.
Trakten runt Yangkang är nära nog obefolkad, med mindre än två invånare per kvadratkilometer. Trakten runt Yangkang består i huvudsak av gräsmarker.
Genomsnittlig årsnederbörd är 374 millimeter. Den regnigaste månaden är augusti, med i genomsnitt 87 mm nederbörd, och den torraste är december, med 1 mm nederbörd.